# Yangcheng
Yangcheng (en chino:阳城县, pinyin:Yángchéng xiàn, lit: ciudad sol) es un condado bajo la administración directa de la ciudad-prefectura de Jincheng. Se ubica al norte de la provincia de Shanxi, este de la República Popular China. Su área es de 1968 km² y su población total para 2010 fue de más de 300 000 habitantes.

## Administración
El condado de Yangcheng se divide en 18 pueblos que se administran en 1 subdistrito, 10 poblados y 7 villas.